# AddThis
AddThis war ein Bookmarking-Dienst, der das vereinfachte Bookmarken von Webseiten ermöglicht. Dies wurde durch Buttons ermöglicht, die bei Überfahren mit dem Mauszeiger oder Anklicken eine Liste mit Bookmarking- und Sharingdiensten anzeigten.
AddThis konnte kostenlos von Personen und Unternehmen auf deren Webseiten eingefügt werden. Über die Website von AddThis war eine Anmeldung erforderlich, anschließend konnten beliebig Buttons eingefügt werden. Dazu mussten lediglich einige Zeilen in den HTML-Code der Webseite eingefügt werden.
Laut AddThis wurden die Buttons 20 Milliarden Mal pro Jahr angezeigt, Angaben über die tatsächliche Nutzung fehlten aber.
AddThis wurde im September 2006 gegründet. Seit 30. September 2008 gehörte AddThis zur Unternehmensgruppe Clearspring.
In der Folge der Übernahme kam es zu Gerüchten, denen zufolge seit dieser Übernahme die Datenschutzbestimmungen zunehmend unterhöhlt würden.
Am 5. Januar 2016 wurde AddThis von Oracle erworben. Zum 31. Mai 2023 stellte Oracle den Dienst ein.

## Kritik
Nach Berichten einiger Nachrichtenportale hat AddThis mit Canvas Fingerprinting eine neue Tracking-Technik getestet, die es fast unmöglich macht, sich vor der Verfolgung (Tracking) im Internet zu schützen. Nach Angaben des Unternehmens wurde die Testphase mittlerweile beendet und der entsprechende Code deaktiviert. Canvas Fingerprinting ermöglicht es, den Nutzer in etwa 90 Prozent der Fälle eindeutig zu identifizieren und somit sein Surf-Verhalten zu analysieren. Forscher der Princeton University und der Katholischen Universität Löwen haben auf etwa fünf Prozent der weltweit meistbesuchten Webseiten den entsprechenden Code gefunden. Angeblich wurde diese Technik ohne Wissen vieler Seitenbetreiber eingesetzt.